# Amos Adams (cầu thủ bóng đá)
Amos Adams (tháng 6 năm 1880 - 1941) là một cầu thủ bóng đá từng thi đấu ở Football League cho West Bromwich Albion.